# Conjunt de cases del Passeig, del 40 al 62
El Conjunt de cases del Passeig del 40 al 62, és un conjunt d'edificis històrics de Castellar del Vallès (Vallès Occidental) de titularitat privada situat entre els números 40 i 62 del carrer el passeig d'aquesta localitat. En l'actualitat l'edifici es troba dins de l'inventari del patrimoni històric, arquitectònic i ambiental de Castellar del Vallès i és considerat un Bé amb Protecció Urbanística.

## Arquitectura
Conjunt d'habitatges entre mitgeres de planta i Pis amb coberta de teula de dos vessants perpendiculars al carrer. Les façanes a nivell carrer són línies molt senzilles: planta baixa amb portal en un arc escarser i una primera planta amb balcó. El remat de coberta amb cornisa per a recollida d'aigua té la mateixa pendent del carrer, dissimulant així el petit desnivell que entra cada casa.

## Història
El Passeig es va obrir per iniciativa del Dr. Josep Tolrà i Abella l'any 1870, quan era alcalde de manera que connectava el nucli de la vila amb la carretera que portava a Sabadell. A partir de l'any 1872 es va començar a edificar i a plantar els plataners a banda i banda de manera que es crearia un conjunt de cases amb un estil comú que es podria datar de l'any 1875. L'estructura d'aquestes cases és de caràcter similar a les que trobem a la l'altre costat del Passeig que presenten planta baixa, eixida i dos pisos. El 1932 l'Ajuntament republicà instal·là l'enllumenat i replantà els arbres de les voreres. Durant el franquisme es va rebatejar el passeig com a avinguda General Primo de Rivera que no es va recuperar fins al 1979 amb la reinstauració de la democràcia. L'any 1990 es va inaugurar la reforma del Passeig, la qual va consistir en la substitució de les estretes voreres, el canvi de l'asfalt del carrer, que va ser aprofitat per passar-hi serveis i la substitució de l'arbrat